# Thomas Grandi
Thomas Grandi (ur. 27 grudnia 1972 w Bolzano we Włoszech) – kanadyjski narciarz alpejski. Najlepsze wyniki w Pucharze Świata osiągnął w sezonie 2005/2006, kiedy to zajął 11. miejsce w klasyfikacji generalnej. Rok wcześniej był trzeci w klasyfikacji giganta. Najlepszym wynikiem Grandiego na mistrzostwach świata było 5. miejsce w slalomie gigancie podczas mistrzostw świata w Bormio. Zajął także 10. miejsce w slalomie gigancie oraz 9 w slalomie na Igrzyskach w Turynie.
Jego żoną jest kanadyjska biegaczka narciarska Sara Renner, z którą ma córkę o imieniu Aria.

## Sukcesy

### Puchar Świata

#### Miejsca w klasyfikacji generalnej
- 1992/1993 – 123.
- 1993/1994 – 80.
- 1994/1995 – 109.
- 1995/1996 – 71.
- 1996/1997 – 50.
- 1997/1998 – 36.
- 1998/1999 – 49.
- 2000/2001 – 96.
- 2001/2002 – 56.
- 2002/2003 – 34.
- 2003/2004 – 21.
- 2004/2005 – 12.
- 2005/2006 – 11.
- 2006/2007 – 43.
- 2008/2009 – 114.

#### Miejsca na podium
1. Park City – 20 listopada 1997 (gigant) – 3. miejsce
2. Kitzbühel – 25 stycznia 2004 (slalom) – 2. miejsce
3. Alta Badia – 19 grudnia 2004 (gigant) – 1. miejsce
4. Flachau – 21 grudnia 2004 (gigant) – 1. miejsce
5. Kranjska Gora – 21 grudnia 2005 (gigant) – 3. miejsce
6. Kranjska Gora – 22 grudnia 2005 (slalom) – 2. miejsce
7. Shiga Kōgen – 10 marca 2006 (gigant) – 3. miejsce
8. Shiga Kōgen – 11 marca 2006 (gigant) – 3. miejsce
9. Åre – 18 marca 2006 (gigant) – 3. miejsce